# Netzarim
Koordinaten: 31° 29′ N, 34° 25′ O
Netzarim (hebräisch נצרים) war seit seiner Gründung 1972 bis zur Räumung im August 2005 eine israelische Siedlung und ein Kibbuz in der Mitte des israelisch besetzten Gazastreifens. Durch seine isolierte Lage außerhalb der jüdischen Siedlungsblöcke im Gazastreifen war der Ort zu dieser Zeit nur mit gepanzerten Fahrzeugen über eine einzige Straße erreichbar.

## Geschichte

### 1967 bis 2005
Nach der Eroberung des Gazastreifens während des Sechstagekrieges (1967) durch Bodenstreitkräfte der israelischen Armee wurde der Ort Netzarim am Abend des Purim-Festes 1972 von Nachal-Mitgliedern der zionistischen Jugendorganisation HaSchomer HaTzair gegründet. 1984 wurde der Ort in eine zivile Siedlung umgewandelt und es entstand in der Folge ein national-religiös ausgerichteter Kibbuz.
Netzarim war zum großen Teil von jüdischen Siedlern bewohnt, die die Besiedlung des Gazastreifens als ihre Pflicht ansahen und das Gebiet unter keinen Umständen verlassen wollten. Bis August 2005 lebten 60 Familien mit mehr als 400 Menschen in der Siedlung. Die Siedlung war mit dem Grenzübergang Karni mit einer Straße verbunden. Um die Siedlung zu schützen, sperrte die israelische Besatzungsmacht die Saladin-Straße, die den Süden des Gazastreifens mit Gaza-City verband. An der Straße liegende palästinensische Häuser wurden zu diesem Zweck abgerissen.
Die Siedlung und die nahe Straßenkreuzung (englisch Netzarim junction) (31° 27′ 53″ N, 34° 25′ 37,2″ O) waren häufiger Schauplatz blutiger Zusammenstöße. So wurde beispielsweise an der etwa zwei Kilometer südöstlich von Netzarim gelegenen Kreuzung am 27. September 2000 eine israelische Militärpatrouille von palästinensischen Scharfschützen angegriffen und dabei ein israelischer Soldat getötet. Besondere, weltweite Aufmerksamkeit erregte dann jedoch ein Zwischenfall zu Beginn der Zweiten Intifada, bei dem drei Tage später, am 30. September 2000, an derselben Kreuzung der zwölfjährige palästinensische Junge Muhammad al-Durrah vor laufender Kamera des für France 2 arbeitenden palästinensischen Kameramanns Talal Abu Rahme erschossen wurde.
Am 29. März 2002 tötete ein Palästinenser in einer Synagoge in Netzarim die beiden Israelis Tuvia Weisner (79 Jahre) und Michael Orlinsky (70 Jahre). Sie hatten sich zum Pessach-Gebet eingefunden, als der Täter mit einem Messer auf sie einstach und anschließend entkommen konnte.
Nach einem Anschlag im Jahre 2003, bei dem drei israelische Soldaten ums Leben kamen, entwickelte sich eine Diskussion in der israelischen Öffentlichkeit, welchen Sinn es gäbe, Netzarim weiter zu halten.

### 2005
Im Rahmen des vollständigen Rückzugs Israels aus dem Gazastreifen wurde Netzarim am 22. August 2005 als letzte jüdische Siedlung im Gazastreifen geräumt. Nach Abzug aller israelischen Soldaten begannen die Palästinenser mit dem Abriss von Häusern und Synagogen in den einst israelischen Siedlungen. Laut AFP-Berichten rückte am 12. September 2005 eine Planierraupe in die Siedlung Netzarim ein, um die Synagoge einzureißen, die palästinensische Jugendliche zuvor in Brand gesteckt hatten. Viele Umsiedler aus Netzarim gründeten 2008 die Ortschaft Bnei Netzarim etwa 50 Kilometer Luftlinie weiter südlich im Negev.

## Diskussion um mögliche Wiederbesiedlung
Seit dem Überfall der Hamas am 7. Oktober 2023 mehren sich in Israel Stimmen, die eine Wiedererrichtung der Siedlungen im Gazastreifen fordern. Die Befürworter einer Wiederbesiedlung stammen ganz überwiegend aus dem rechtskonservativen Lager. Im Rahmen des Laubhüttenfests 2024 fand eine Veranstaltung rechter Politiker unter dem Motto Rückkehr nach Gaza statt. Unter den teilnehmenden Rednern war auch Itamar Ben-Gvir, Innenminister in Kabinett Netanjahu. Ben-Gvir sprach sich in seinem Redebeitrag für eine Wiederbesiedlung der 2005 geräumten Orte aus. Benjamin Netanjahu selbst bezeichnete derartige Pläne als unrealistisch.